# John Barnard
John Edward Barnard (n. 4 mai 1946) a fost directorul tehnic al următoarelor echipe de Formula 1: McLaren (1979–1986), Scuderia Ferrari (1986–1989 și 1992–1997), Benetton (1990–1991) și Arrows (1997–1998).
1. ↑  Museum of Modern Art online collection, accesat în 4 decembrie 2019
2. ↑   https://web.archive.org/web/20210109231326/https://www.thersa.org/about/royal-designers-for-industry/current-royal-designers-for-industry, arhivat din original la 9 ianuarie 2021, accesat în 9 ianuarie 2021 Lipsește sau este vid: |title= (ajutor)